# Laura Plüth
Pour les articles homonymes, voir Plüth.
Laura Plüth née le 17 avril 2003, est une joueuse allemande de hockey sur gazon.

## Carrière
Elle a été appelée en équipe première en 2022.